# Матч всех звёзд НХЛ 2020
65-й матч всех звёзд Национальной хоккейной лиги состоялся 25 января 2020 года, в городе Сент-Луис штат Миссури, на домашней арене клуба «Сент-Луис Блюз», «Энтерпрайз-центр». Этот матч звёзд стал третьим проводимым в Сент-Луисе. Победителем матча звёзд стала сборная Тихоокеанского дивизиона, а самым ценным игроком был признан Давид Пастрняк, набравший 6 (4+2) очков.

## Формат
Матч звёзд проходит в формате мини-турнира 3 на 3. На полуфинальной стадии между собой встречаются сборные звёзд Центрального и Тихоокеанского дивизионов, а также Столичного и Атлантического. Победители каждого матча встречаются в финале для определения победителя турнира. Продолжительность каждого матча 20 минут. По истечении 10 минут каждого матча, команды меняются воротами. При ничейном счёте после 20 минут победитель определяется в серии буллитов. Команда победившая в финале получает $ 1 млн.

## Определение составов
Голосование болельщиков на определение капитанов дивизионов стартовало 30 ноября и продлилось до 20 декабря 2019 года.
21 декабря были объявлены капитаны команд. Нападающий «Бостон Брюинз», Давид Пастрняк стал капитаном Атлантического дивизиона, форвард «Колорадо Эвеланш» Натан Маккиннон капитаном Центрального дивизиона, а Александр Овечкин и Коннор Макдэвид в третий раз подряд были выбраны капитанами Столичного и Тихоокеанского дивизионов соответственно. 27 декабря Александр Овечкин, как и год назад, объявил, что не примет участие в матче всех звёзд, сославшись на то, что хочет отдохнуть и подготовиться ко второй половине сезона.
30 декабря были объявлены составы участников матча. Также болельщики дополнительно могли выбрать по одному игроку для каждого дивизиона в голосовании Last Men In. Победителями дополнительного голосования стали: Митч Марнер (Атлантический дивизион), Ти Джей Оши (Столичный дивизион), Давид Перрон (Центральный дивизион) и Куинн Хьюз (Тихоокеанский дивизион).
3 января были объявлены тренеры команд. Наставник «Бостон Брюинз» Брюс Кэссиди возглавит Атлантический дивизион, Тодд Рирден из «Вашингтон Кэпиталз» — Столичный, Крейг Беруби из «Сент-Луис Блюз» — Центральный, а Жерар Галлан из «Вегас Голден Найтс» — Тихоокеанский. 16 января, после увольнения Жерара Галлана с поста главного тренера «Вегаса», команду Тихоокеанского дивизиона возглавил наставник «Аризоны Койотис», Рик Токкет.
Клубы «Анахайм Дакс» и «Аризона Койотис» не были представлены на матче звёзд ни одним игроком.

### Восточная конференция
| Атлантический дивизион | Атлантический дивизион | Атлантический дивизион | Атлантический дивизион |
| ---------------------- | ---------------------- | ---------------------- | ---------------------- |
| Вратари                |                        |                        |                        |
| Номер                  | Страна                 | Имя                    | Клуб                   |
| 31                     | Флаг Дании             | Фредерик Андерсен      | «Торонто Мейпл Лифс»   |
| 88                     | Флаг России            | Андрей Василевский     | «Тампа-Бэй Лайтнинг»   |
| Защитники              |                        |                        |                        |
| Номер                  | Страна                 | Имя                    | Клуб                   |
| 6                      | Флаг Канады            | Ши Уэбер               | «Монреаль Канадиенс»   |
| 77                     | Флаг Швеции            | Виктор Хедман          | «Тампа-Бэй Лайтнинг»   |
| Нападающие             |                        |                        |                        |
| Номер                  | Страна                 | Имя                    | Клуб                   |
| 7                      | Флаг США               | Брэди Ткачук           | «Оттава Сенаторз»      |
| 9                      | Флаг США               | Джек Айкел             | «Баффало Сейбрз»       |
| 10                     | Флаг Канады            | Энтони Дюклер          | «Оттава Сенаторз»      |
| 11                     | Флаг Канады            | Джонатан Юбердо        | «Флорида Пантерз»      |
| 16                     | Флаг Канады            | Митч Марнер            | «Торонто Мейпл Лифс»   |
| 59                     | Флаг Канады            | Тайлер Бертуцци        | «Детройт Ред Уингз»    |
| 88                     | Флаг Чехии             | Давид Пастрняк —       | «Бостон Брюинз»        |

| Столичный дивизион | Столичный дивизион | Столичный дивизион | Столичный дивизион     |
| ------------------ | ------------------ | ------------------ | ---------------------- |
| Вратари            |                    |                    |                        |
| Номер              | Страна             | Имя                | Клуб                   |
| 35                 | Флаг Канады        | Тристан Джарри     | «Питтсбург Пингвинз»   |
| 70                 | Флаг Канады        | Брэйден Холтби     | «Вашингтон Кэпиталз»   |
| Защитники          |                    |                    |                        |
| Номер              | Страна             | Имя                | Клуб                   |
| 3                  | Флаг США           | Сет Джонс          | «Коламбус Блю Джекетс» |
| 58                 | Флаг Канады        | Крис Летанг —      | «Питтсбург Пингвинз»   |
| 74                 | Флаг США           | Джон Карлсон       | «Вашингтон Кэпиталз»   |
| 74                 | Флаг США           | Джейккоб Слэвин    | «Каролина Харрикейнз»  |
| Нападающие         |                    |                    |                        |
| Номер              | Страна             | Имя                | Клуб                   |
| 11                 | Флаг Канады        | Трэвис Конекни     | «Филадельфия Флайерз»  |
| 13                 | Флаг Канады        | Мэтью Барзал       | «Нью-Йорк Айлендерс»   |
| 13                 | Флаг Швейцарии     | Нико Хишир         | «Нью-Джерси Девилз»    |
| 20                 | Флаг США           | Крис Крайдер       | «Нью-Йорк Рейнджерс»   |
| 77                 | Флаг США           | Ти Джей Оши        | «Вашингтон Кэпиталз»   |

### Западная конференция
| Центральный дивизион | Центральный дивизион | Центральный дивизион | Центральный дивизион |
| -------------------- | -------------------- | -------------------- | -------------------- |
| Вратари              |                      |                      |                      |
| Номер                | Страна               | Имя                  | Клуб                 |
| 37                   | Флаг США             | Коннор Хеллебайк     | «Виннипег Джетс»     |
| 50                   | Флаг Канады          | Джордан Биннингтон   | «Сент-Луис Блюз»     |
| Защитники            |                      |                      |                      |
| Номер                | Страна               | Имя                  | Клуб                 |
| 27                   | Флаг Канады          | Алекс Пьетранжело    | «Сент-Луис Блюз»     |
| 59                   | Флаг Швейцарии       | Роман Йоси           | «Нэшвилл Предаторз»  |
| Нападающие           |                      |                      |                      |
| Номер                | Страна               | Имя                  | Клуб                 |
| 11                   | Флаг Канады          | Эрик Стаал           | «Миннесота Уайлд»    |
| 29                   | Флаг Канады          | Натан Маккиннон —    | «Колорадо Эвеланш»   |
| 55                   | Флаг Канады          | Марк Шайфли          | «Виннипег Джетс»     |
| 57                   | Флаг Канады          | Давид Перрон         | «Сент-Луис Блюз»     |
| 88                   | Флаг США             | Патрик Кейн          | «Чикаго Блэкхокс»    |
| 90                   | Флаг Канады          | Райан О'Райли        | «Сент-Луис Блюз»     |
| 91                   | Флаг Канады          | Тайлер Сегин         | «Даллас Старз»       |

| Тихоокеанский дивизион | Тихоокеанский дивизион | Тихоокеанский дивизион | Тихоокеанский дивизион |
| ---------------------- | ---------------------- | ---------------------- | ---------------------- |
| Вратари                |                        |                        |                        |
| Номер                  | Страна                 | Имя                    | Клуб                   |
| 25                     | Флаг Швеции            | Якоб Маркстрём         | «Ванкувер Кэнакс»      |
| 35                     | Флаг Чехии             | Давид Риттих           | «Калгари Флэймз»       |
| Защитники              |                        |                        |                        |
| Номер                  | Страна                 | Имя                    | Клуб                   |
| 5                      | Флаг Канады            | Марк Джиордано         | «Калгари Флэймз»       |
| 43                     | Флаг США               | Куинн Хьюз             | «Ванкувер Кэнакс»      |
| Нападающие             |                        |                        |                        |
| Номер                  | Страна                 | Имя                    | Клуб                   |
| 11                     | Флаг Словении          | Анже Копитар           | «Лос-Анджелес Кингз»   |
| 19                     | Флаг США               | Мэттью Ткачук          | «Калгари Флэймз»       |
| 29                     | Флаг Германии          | Леон Драйзайтль        | «Эдмонтон Ойлерз»      |
| 40                     | Флаг Швеции            | Элиас Петтерссон       | «Ванкувер Кэнакс»      |
| 48                     | Флаг Чехии             | Томаш Гертл            | «Сан-Хосе Шаркс»       |
| 67                     | Флаг США               | Макс Пачиоретти        | «Вегас Голден Найтс»   |
| 97                     | Флаг Канады            | Коннор Макдэвид —      | «Эдмонтон Ойлерз»      |

## «Олл-Стар Скиллз»
24 января прошло «Мастер-шоу» состоящее из 6 конкурсов, включая два новых. Вместо соревнований на контроль шайбы и мастерство паса, появились «Женский матч три на три» и конкурс «Бросающие звезды». Четыре конкурса остались прежними, это — Конкурс на скорость, Серия вратарских сейвов, Конкурс на точность броска, Конкурс на силу броска.

### Победители
| Конкурс                    | Победитель           | Команда               | Результат    |
| -------------------------- | -------------------- | --------------------- | ------------ |
| Конкурс на скорость        | Мэтью Барзал         | «Нью-Йорк Айлендерс»  | 13,175 сек.  |
| Серия вратарских сейвов    | Джордан Биннингтон   | «Сент-Луис Блюз»      | 10 сейвов    |
| Конкурс на точность броска | Джейккоб Слэвин      | «Каролина Харрикейнз» | 9,505 сек.   |
| Женский матч 3 на 3        | Сборная звёзд Канады | —                     | 2:1          |
| Конкурс на силу броска     | Ши Уэбер             | «Монреаль Канадиенс»  | 106,5 миль/ч |
| Бросающие звёзды           | Патрик Кейн          | «Чикаго Блэкхокс»     | 22 (2) очка  |

## Сетка
|  | Полуфинал              | Полуфинал              | Полуфинал              | Полуфинал              | Полуфинал              | Полуфинал              | Полуфинал              | Полуфинал              | Полуфинал              | Полуфинал |                        |                        | Финал                  | Финал                  | Финал                  | Финал                  | Финал                  | Финал                  | Финал                  | Финал                  | Финал                  | Финал |
|  |                        |                        |                        |                        |                        |                        |                        |                        |                        |           |                        |                        |                        |                        |                        |                        |                        |                        |                        |                        |                        |       |
|  | Атлантический дивизион | Атлантический дивизион | Атлантический дивизион | Атлантический дивизион | Атлантический дивизион | Атлантический дивизион | Атлантический дивизион | Атлантический дивизион | Атлантический дивизион | 9         |                        |                        |                        |                        |                        |                        |                        |                        |                        |                        |                        |       |
|  | Атлантический дивизион | Атлантический дивизион | Атлантический дивизион | Атлантический дивизион | Атлантический дивизион | Атлантический дивизион | Атлантический дивизион | Атлантический дивизион | Атлантический дивизион | 9         |                        |                        |                        |                        |                        |                        |                        |                        |                        |                        |                        |       |
|  | Столичный дивизион     | Столичный дивизион     | Столичный дивизион     | Столичный дивизион     | Столичный дивизион     | Столичный дивизион     | Столичный дивизион     | Столичный дивизион     | Столичный дивизион     | 5         |                        |                        |                        |                        |                        |                        |                        |                        |                        |                        |                        |       |
|  |                        |                        |                        |                        |                        |                        |                        |                        |                        |           | Атлантический дивизион | Атлантический дивизион | Атлантический дивизион | Атлантический дивизион | Атлантический дивизион | Атлантический дивизион | Атлантический дивизион | Атлантический дивизион | Атлантический дивизион | 4                      |                        |       |
|  |                        |                        |                        |                        |                        |                        |                        |                        |                        |           | Атлантический дивизион | Атлантический дивизион | Атлантический дивизион | Атлантический дивизион | Атлантический дивизион | Атлантический дивизион | Атлантический дивизион | Атлантический дивизион | Атлантический дивизион | 4                      |                        |       |
|  |                        |                        |                        |                        |                        |                        |                        |                        |                        |           |                        |                        | Тихоокеанский дивизион | Тихоокеанский дивизион | Тихоокеанский дивизион | Тихоокеанский дивизион | Тихоокеанский дивизион | Тихоокеанский дивизион | Тихоокеанский дивизион | Тихоокеанский дивизион | Тихоокеанский дивизион | 5     |
|  | Центральный дивизион   | Центральный дивизион   | Центральный дивизион   | Центральный дивизион   | Центральный дивизион   | Центральный дивизион   | Центральный дивизион   | Центральный дивизион   | Центральный дивизион   | 5         |                        |                        | Тихоокеанский дивизион | Тихоокеанский дивизион | Тихоокеанский дивизион | Тихоокеанский дивизион | Тихоокеанский дивизион | Тихоокеанский дивизион | Тихоокеанский дивизион | Тихоокеанский дивизион | Тихоокеанский дивизион | 5     |
|  | Центральный дивизион   | Центральный дивизион   | Центральный дивизион   | Центральный дивизион   | Центральный дивизион   | Центральный дивизион   | Центральный дивизион   | Центральный дивизион   | Центральный дивизион   | 5         |                        |                        |                        |                        |                        |                        |                        |                        |                        |                        |                        |       |
|  | Тихоокеанский дивизион | Тихоокеанский дивизион | Тихоокеанский дивизион | Тихоокеанский дивизион | Тихоокеанский дивизион | Тихоокеанский дивизион | Тихоокеанский дивизион | Тихоокеанский дивизион | Тихоокеанский дивизион | 10        |                        |                        |                        |                        |                        |                        |                        |                        |                        |                        |                        |       |
|  | Тихоокеанский дивизион | Тихоокеанский дивизион | Тихоокеанский дивизион | Тихоокеанский дивизион | Тихоокеанский дивизион | Тихоокеанский дивизион | Тихоокеанский дивизион | Тихоокеанский дивизион | Тихоокеанский дивизион | 10        |                        |                        |                        |                        |                        |                        |                        |                        |                        |                        |                        |       |
|  |                        |                        |                        |                        |                        |                        |                        |                        |                        |           |                        |                        |                        |                        |                        |                        |                        |                        |                        |                        |                        |       |

## Матчи
Североамериканское восточное время (UTC−5:00).

### Полуфинал
| 25 января 2020 20:15 | Атлантический дивизион | 9 : 5 (4:4, 5:1) | Столичный дивизион | «Энтерпрайз-центр», Сент-Луис Зрителей: 18 112 |

| Отчёт | Отчёт                                                                           | Отчёт | Отчёт                                                    | Отчёт                                                                                |
| --- | ------------------------------------------------------------------------------- | --- | -------------------------------------------------------- | ------------------------------------------------------------------------------------ |
| |                                                                                 | |                                                          |                                                                                      |
| | Фредерик Андерсен — 0:00-10:00 Андрей Василевский — 10:00-20:00                 | Вратари | 0:00-10:00 — Брейден Холтби 10:00-20:00 — Тристан Джарри | Судьи: Жюстин Сан-Пьер Франсуа Сан-Лоран Линейные судьи: Брайан Пансич Мишель Кормье |
| | Голы:                                                                           | |                                                          | Судьи: Жюстин Сан-Пьер Франсуа Сан-Лоран Линейные судьи: Брайан Пансич Мишель Кормье |
| Давид Пастрняк — 0:26 (В. Хедман) Ши Уэбер — 0:49 (Т. Бертуцци, Э. Дюклер) Энтони Дюклер — 06:20 (Т. Бертуцци, Ш. Уэбер) Давид Пастрняк — 08:28 (В. Хедман, Дж. Айкел) Джонатан Юбердо — 14:48 (Б. Ткачук) Виктор Хедман — 15:47 (Дж. Айкел, Д. Пастрняк) Энтони Дюклер — 16:07 (Т. Бертуцци) Давид Пастрняк (п.в.) — 19:05 (В. Хедман, Дж. Айкел) Энтони Дюклер (п.в.) — 19:29 (Т. Бертуцци) | 1 : 0 2 : 0 2 : 1 2 : 2 : 3 2 : 4 3 : 4 4 : 4 4 : 5 : 5 6 : 5 7 : 5 8 : 5 9 : 5 | 02:13 — Джон Карлсон (М. Барзал, Ти Джей Оши) 03:38 — Нико Хишир (С. Джонс, Т. Конекни) 05:29 — Ти Джей Оши (М. Барзал, С. Джонс) 06:04 — Сет Джонс (Т. Конекни, Н. Хишир) 12:50 — Нико Хишир (Т. Конекни, С. Джонс) |                                                          | Судьи: Жюстин Сан-Пьер Франсуа Сан-Лоран Линейные судьи: Брайан Пансич Мишель Кормье |
| |                                                                                 | |                                                          | Судьи: Жюстин Сан-Пьер Франсуа Сан-Лоран Линейные судьи: Брайан Пансич Мишель Кормье |
| |                                                                                 | |                                                          | Судьи: Жюстин Сан-Пьер Франсуа Сан-Лоран Линейные судьи: Брайан Пансич Мишель Кормье |
| |                                                                                 | |                                                          | Судьи: Жюстин Сан-Пьер Франсуа Сан-Лоран Линейные судьи: Брайан Пансич Мишель Кормье |
| 0 мин | Штраф                                                                           | 0 мин |                                                          | Судьи: Жюстин Сан-Пьер Франсуа Сан-Лоран Линейные судьи: Брайан Пансич Мишель Кормье |
| 0 | Большинство                                                                     | 0 |                                                          |                                                                                      |
| | 22                                                                              | Броски | 16                                                       |                                                                                      |

| 25 января 2020 21:15 | Центральный дивизион | 5 : 10 (4:4, 1:6) | Тихоокеанский дивизион | «Энтерпрайз-центр», Сент-Луис Зрителей: 18 112 |

| Отчёт | Отчёт                                                                                  | Отчёт | Отчёт                                                  | Отчёт                                                                                |
| --- | -------------------------------------------------------------------------------------- | --- | ------------------------------------------------------ | ------------------------------------------------------------------------------------ |
| |                                                                                        | |                                                        |                                                                                      |
| | Джордан Биннингтон — 0:00-10:00 Коннор Хеллебайк — 10:00-20:00                         | Вратари | 0:00-10:00 — Якоб Маркстрём 10:00-20:00 — Давид Риттих | Судьи: Жюстин Сан-Пьер Франсуа Сан-Лоран Линейные судьи: Брайан Пансич Мишель Кормье |
| | Голы:                                                                                  | |                                                        | Судьи: Жюстин Сан-Пьер Франсуа Сан-Лоран Линейные судьи: Брайан Пансич Мишель Кормье |
| Марк Шайфли — 05:09 (Р. Йоси, Т. Сегин) Давид Перрон — 07:04 (А. Пьетранжело, Р. О’Райли) Патрик Кейн — 07:18 Тайлер Сегин — 09:39 (М. Шайфли, Р. Йоси) Патрик Кейн — 11:37 (Н. Маккиннон) | 0 : 1 0 : 2 0 : 3 1 : 3 2 : 3 3 : 3 3 : 4 : 4 4 : 5 : 5 5 : 6 5 : 7 5 : 8 5 : 9 5 : 10 | 02:12 — Мэттью Ткачук (К. Хьюз) 02:59 — Леон Драйзайтль (М. Ткачук, К. Хьюз) 04:42 — Томаш Гертл (А. Копитар) 09:06 — Куинн Хьюз (М. Ткачук) 10:46 — Леон Драйзайтль (К. Макдэвид, М. Джиордано) 12:42 — Мэттью Ткачук (К. Хьюз, Э. Петтерссон) 13:34 — Леон Драйзайтль (К. Макдэвид) 14:45 — Томаш Гертл (М. Пачиоретти, А. Копитар) 17:16 — Томаш Гертл (Л. Драйзайтль, К. Макдэвид) 18:56 — Томаш Гертл (А. Копитар, М. Пачиоретти) |                                                        | Судьи: Жюстин Сан-Пьер Франсуа Сан-Лоран Линейные судьи: Брайан Пансич Мишель Кормье |
| |                                                                                        | |                                                        | Судьи: Жюстин Сан-Пьер Франсуа Сан-Лоран Линейные судьи: Брайан Пансич Мишель Кормье |
| |                                                                                        | |                                                        | Судьи: Жюстин Сан-Пьер Франсуа Сан-Лоран Линейные судьи: Брайан Пансич Мишель Кормье |
| |                                                                                        | |                                                        | Судьи: Жюстин Сан-Пьер Франсуа Сан-Лоран Линейные судьи: Брайан Пансич Мишель Кормье |
| 0 мин | Штраф                                                                                  | 0 мин |                                                        | Судьи: Жюстин Сан-Пьер Франсуа Сан-Лоран Линейные судьи: Брайан Пансич Мишель Кормье |
| 0 | Большинство                                                                            | 0 |                                                        |                                                                                      |
| | 17                                                                                     | Броски | 28                                                     |                                                                                      |

### Финал
| 25 января 2020 22:15 | Тихоокеанский дивизион | 5 : 4 (1:3, 4:1) | Атлантический дивизион | «Энтерпрайз-центр», Сент-Луис Зрителей: 18 112 |

| Отчёт | Отчёт                                                  | Отчёт | Отчёт                                                           | Отчёт                                                                                |
| --- | ------------------------------------------------------ | --- | --------------------------------------------------------------- | ------------------------------------------------------------------------------------ |
| |                                                        | |                                                                 |                                                                                      |
| | Якоб Маркстрём — 0:00-10:00 Давид Риттих — 10:00-20:00 | Вратари | 0:00-10:00 — Фредерик Андерсен 10:00-20:00 — Андрей Василевский | Судьи: Жюстин Сан-Пьер Франсуа Сан-Лоран Линейные судьи: Брайан Пансич Мишель Кормье |
| | Голы:                                                  | |                                                                 | Судьи: Жюстин Сан-Пьер Франсуа Сан-Лоран Линейные судьи: Брайан Пансич Мишель Кормье |
| Макс Пачиоретти — 06:05 (А. Копитар) Элиас Петтерссон — 11:37 (М. Ткачук, К. Хьюз) Леон Драйзайтль — 11:44 (М. Джиордано) Элиас Петтерссон — 15:04 (К. Хьюз, М. Ткачук) Томаш Гертл — 17:24 (Л. Драйзайтль, К. Макдэвид) | 0 : 1 0 : 2 1 : 2 1 : 3 2 : 3 3 : 3 3 : 4 : 4 5 : 4    | 0:24 — Виктор Хедман (Д. Пастрняк, Дж. Айкел) 01:29 — Джонатан Юбердо (Б. Ткачук, М. Марнер) 09:13 — Давид Пастрняк (Дж. Юбердо, Ф. Андерсен) 13:15 — Тайлер Бертуцци (Э. Дюклер, Ш. Уэбер) |                                                                 | Судьи: Жюстин Сан-Пьер Франсуа Сан-Лоран Линейные судьи: Брайан Пансич Мишель Кормье |
| |                                                        | |                                                                 | Судьи: Жюстин Сан-Пьер Франсуа Сан-Лоран Линейные судьи: Брайан Пансич Мишель Кормье |
| |                                                        | |                                                                 | Судьи: Жюстин Сан-Пьер Франсуа Сан-Лоран Линейные судьи: Брайан Пансич Мишель Кормье |
| |                                                        | |                                                                 | Судьи: Жюстин Сан-Пьер Франсуа Сан-Лоран Линейные судьи: Брайан Пансич Мишель Кормье |
| 0 мин | Штраф                                                  | 0 мин |                                                                 | Судьи: Жюстин Сан-Пьер Франсуа Сан-Лоран Линейные судьи: Брайан Пансич Мишель Кормье |
| 0 | Большинство                                            | 0 |                                                                 |                                                                                      |
| | 20                                                     | Броски | 11                                                              |                                                                                      |

### Комментарии
1. ↑  Заменил отказавшегося от участия Туукку Раска
2. ↑  Заменил травмированного Остона Мэттьюса
3. ↑  Заменил травмированного Йоонаса Корписало
4. ↑  Заменил травмированного Джейка Генцела
5. ↑  Назначен капитаном вместо отказавшегося от участия  Александра Овечкина
6. ↑  Заменил травмированного Дуги Хэмилтона
7. ↑  Заменил травмированного Кайла Палмьери
8. ↑  Заменил травмированного Артемия Панарина
9. ↑  Заменил отказавшегося от участия Марка-Андре Флёри
10. ↑  Заменил травмированного Дарси Кемпера
11. ↑  Заменил травмированного Логана Кутюра
12. ↑  Заменил отказавшегося от участия Якоба Сильверберга
13. ↑  Заменил уволенного Жерара Галлана
14. ↑  Матч проходил между сборными звёзд Канады и США
15. ↑  Патрик Кейн и Митч Марнер в ходе конкурса набрали равное количество очков — 22. После чего был объявлен дополнительный раунд, в котором игроки нанесли ещё по одному броску. Марнер набрал 0 очков, Кейн — 2